# Bohusz Piotrowicz Micuta
Bohusz Piotrowicz Micuta herbu Gozdawa (zm. na początku 1592 roku) – chorąży wielki litewski od 14 czerwca 1569 roku, chorąży grodzieński w latach 1565-1567.
Poseł na sejm 1570 roku z województwa trockiego.